# Franciszek Bartkowiak
Franciszek Bartkowiak (ur. 1894 w Gorzyczkach, zm. 10 grudnia 1958 w Poznaniu) – polski kupiec, powstaniec wielkopolski, żołnierz.

## Życiorys
Będąc uczniem szkoły ludowej uczestniczył w strajku szkolnym w 1906. Potem został członkiem Towarzystwa Gimnastycznego „Sokół”. W 1914 został powołany do armii niemieckiej. Walczył zarówno na froncie we Francji, jak i w Rosji. W sierpniu 1916 wzięto go do niewoli pod Stanisławowem. W październiku 1918 powrócił do domu. Za niestawiennictwo do armii osadzony został w areszcie w Głogowie, z którego uciekł i przedostał się do Kościana, gdzie utworzył oddział złożony z czternastu ochotników. Wyłożył własne środki finansowe na częściowe umundurowanie i uzbrojenie tej formacji, którą zgłosił do udziału w kompanii kościańskiej powstańców wielkopolskich. Walczył w bitwach oraz potyczkach pod Lipnem, Kąkolewem oraz Włoszakowicami. Na początku 1919 wcielono go do 6 pułku strzelców wielkopolskich w ramach Armii Wielkopolskiej. W ramach tej formacji walczył pod Kaszczorem i Osieczną. W styczniu 1920 uczestniczył w walkach o Pomorze, a w kwietniu 1920 przerzucono go do walki z bolszewikami. W trakcie wyprawy kijowskiej został ciężko raniony w twarz i nogę. W grudniu 1920 przeszedł do cywila jako kapral.
W okresie międzywojennym działał w organizacjach kombatanckich. Mieszkał przy ul. Działowej. Miał sklep spożywczy na placu Sapieżyńskim (obecnie Wielkopolskim). W 1939 wybudował dom na poznańskich Winiarach, przy ul. Obornickiej 123 (obecnie Piątkowskiej). Niemcy w 1939 wysiedlili całą jego rodzinę do Sochaczewa (przez obóz przesiedleńczy na Głównej). 
4 lutego 1945 w jego domu doszło do krwawej potyczki między oddziałem radzieckim, któremu towarzyszyli polscy ochotnicy, a żołnierzami Wehrmachtu. Z 25 członków oddziału radzieckiego przy życiu pozostało tylko dwóch zdolnych do walki ludzi. Na pomoc przyszli wtedy polscy cywile w liczbie sześciu osób, tworząc drużynę bojową. Pod ogniem niemieckim z okrążenia wydostała się Helena Mroczyńska, która dotarła do pozostałych Rosjan i sprowadziła odsiecz. Wydarzenia te stały się potem kanwą sztuki telewizyjnej Dom, którą napisał Zbigniew Szumowski, a którą kręcono w połowie lat 60. XX wieku w domu Bartkowiaka.
W 1945 powrócił do Poznania, na Winiary, do zniszczonego w 60% budynku (jego dom na ul. Działowej był całkowicie zburzony). Otworzył sklep spożywczy, który w początku lat 50. XX wieku został znacjonalizowany. Po 1956 podjął wysiłki celem reaktywacji związku powstańców wielkopolskich. Po niepowodzeniu tego zamysłu wstąpił do ZBOWiD-u. Nie dożył wręczenia przyznanego mu Wielkopolskiego Krzyża Powstańczego.

## Rodzina
Miał żonę Klarę i dwójkę dzieci: syna Władysława (1925–2011) oraz córkę Renatę (1928–2009).

## Odznaczenia
- Medal Niepodległości (1938)
- Srebrnym Krzyżem Zasługi (1938)
- Medal Pamiątkowy za Wojnę 1918–1921 (1921)
- Odznaka Wojsk Wielkopolskich
- Odznaka Grupy „Leszno”
- Odznaka Frontu Litewsko-Białoruskiego
- Wielkopolski Krzyż Powstańczy (1958)[1]